# Girardinus uninotatus
Girardinus uninotatus är en fiskart som beskrevs av Poey, 1860. Girardinus uninotatus ingår i släktet Girardinus och familjen Poeciliidae. Inga underarter finns listade i Catalogue of Life.